# Atsushi Kimura
Atsushi Kimura (木村 敦志?, Kimura Atsushi; Osaka, 1º maggio 1984) è un ex calciatore giapponese, di ruolo portiere.

## Carriera
Arriva al Gamba Osaka, squadra della massima serie giapponese, nel 2010. Fa il suo esordio in squadra il 10 marzo 2010 nella partita di AFC Champions League pareggiata per 1-1 contro l'Henan Jianye; sempre nello stesso anno gioca una seconda gara di AFC Champions League, il 31 marzo. Nei due anni seguenti rimane in squadra senza mai scendere in campo in partite ufficiali; nel 2012 gioca 6 partite nella massima serie giapponese ed una partita in AFC Champions League (il 2 maggio 2012, sul campo dei Pohang Steelers). Rimane al Gamba Osaka anche nel 2013, dopo la retrocessione della squadra in seconda serie; viene poi riconfermato anche dopo la promozione in massima serie, arrivata dopo un anno nel secondo livello del campionato. Nel 2014 la Gamba Osaka vince il campionato, ma Kimura non debutta in nessuna partita.

## Palmarès

### Competizioni nazionali
- Campionato giapponese: 1

Gamba Osaka: 2014
- Coppa J.League: 1

Gamba Osaka: 2014